# Pielavesi
Pielavesi [ˈpiɛlɑvɛsi] ist eine Gemeinde in der finnischen Region Savo mit 4140 Einwohnern (Stand 31. Dezember 2022). Sie liegt im Westen der Landschaft Nordsavo 52 Kilometer südwestlich von Iisalmi und 75 Kilometer nordwestlich von Kuopio. Die Nachbargemeinden von Pielavesi sind Kiuruvesi im Norden, Iisalmi im Nordosten, Kuopio im Südosten, Tervo im Süden, Keitele im Südwesten sowie Pyhäjärvi und Pihtipudas im Westen.

## Lage
Das weitläufige Gemeindegebiet von Pielavesi hat eine Fläche von 1406,29 Quadratkilometern, wovon ein knappes Fünftel Wasserflächen sind. An den Seeufern von Pielavesi, die eine Gesamtlänge von 914 Kilometern haben, stehen 1500 Ferienhäuser. Außer dem Gemeindezentrum gehören zu Pielavesi die Dörfer Heinämäki, Joutsenniemi, Jylhä, Jylänki, Karjala, Koivujärvi, Kotaniemi, Kuivaniemi, Kurolanlahti, Lammassalo, Lampaanjärvi, Lappetelä, Laukkala, Leppämäki, Löytynjärvi, Löytynmäki, Niemisjärvi, Pahkamäki, Pajumäki, Pappila, Pauha, Pukara, Saarela, Sulkava, Säviä, Taipale, Tallus, Tommanmäki, Tuovilanlahti, Vaaraslahti und Venetmäki.

## Geschichte
1683 wurde in Pielavesi eine Kapelle der Kirchengemeinde Iisalmi gegründet. Diese befand sich ursprünglich auf der Insel Kirkkosaari, wo heute noch ein Kirchturm aus dem Jahr 1754 besichtigt werden kann. 1878 entstand die Holzkirche von Pielavesi im heutigen Gemeindezentrum, die seitdem als Gotteshaus der Gemeinde dient.

## Politik

### Gemeinderat
Dominierende politische Kraft in Pielavesi ist die bäuerlich-liberale Zentrumspartei. Sie erreichte bei der Kommunalwahl 2017 mit knapp 45 % der Stimmen und 13 der 27 Sitze im Gemeinderat die größte Anzahl der Mandate. Dahinter folgen die rechtspopulistischen Wahren Finnen mit fünf Sitzen. Ebenfalls im Gemeinderat vertreten sind das Linksbündnis mit vier Abgeordneten sowie die konservative Nationale Sammlungspartei und die Sozialdemokraten mit je zwei Vertretern. Die Christdemokraten verfügen über einen Sitz.
| Partei                    | Wahlergebnis 2017 | Sitze   |
| ------------------------- | ----------------- | ------- |
| Finnische Zentrumspartei  | 44,7 % (−4,0)     | 13 (−1) |
| Wahre Finnen              | 18,0 % (+0,7)     | 5 (±0)  |
| Linksbündnis              | 15,3 % (+1,3)     | 4 (±0)  |
| Nationale Sammlungspartei | 9,0 % (+1,5)      | 2 (±0)  |
| Sozialdemokraten          | 8,1 % (−2,3)      | 2 (±0)  |
| Christdemokraten          | 4,1 % (+2,0)      | 1 (+1)  |
| Grüner Bund               | 0,8 % (+0,8)      | 0 (±0)  |

## Söhne und Töchter
Die bekannteste Persönlichkeit der Gemeinde ist Urho Kekkonen, der von 1956 bis 1982 Präsident Finnlands war. Er wurde am 3. September 1900 im Pachthof Lepikko in Pielavesi geboren. Am 9. August 1918 wurde in Pielavesi der Schriftsteller Lauri Kokkonen geboren, der unter anderem das Libretto für die von seinem Cousin 2. Grades komponierte Oper „Die letzten Versuchungen“ schrieb. Ein weiterer Stolz der Gemeindebewohner ist der zweimalige finnische Volleyballmeister Pielaveden Sampo. Diesem Verein gehört auch der 1984 in Pielavesi geborene Speerwerfer Antti Ruuskanen an.

## Sonstiges
Pielavesi ist einer der Schauplätze in Leena Lehtolainens Familienroman Kun luulit unohtaneesi (2002; deutsch: Du dachtest, Du hättest vergessen, 2007).